# Emmanuel Arago

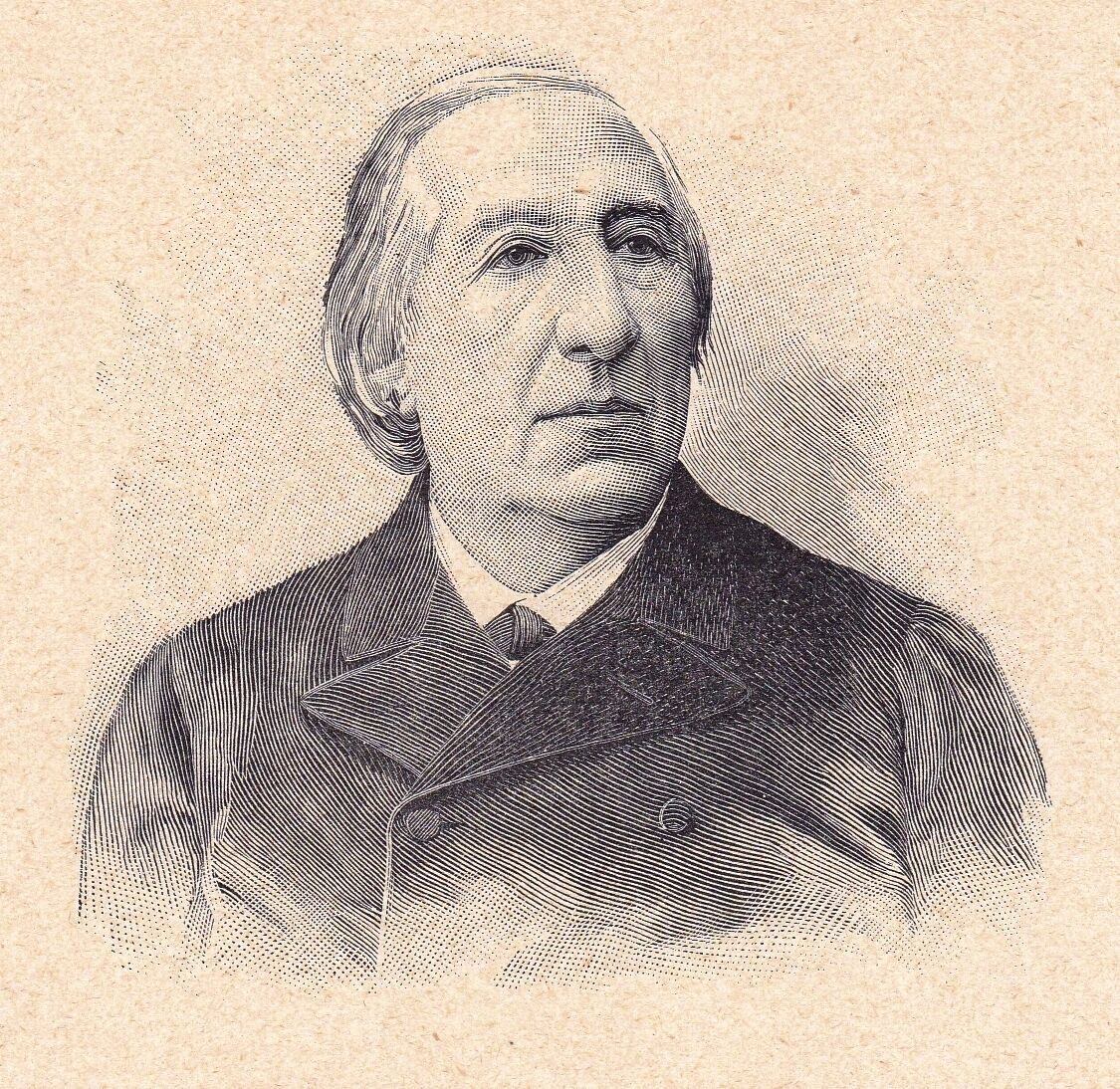
Emmanuel Arago.

François Victor Emmanuel Arago, född 6 augusti 1812 i Paris, död 26 november 1896 i Paris, var en fransk advokat och politiker. Han är son till François Arago.
Arago väckte som advokat uppseende vid några politiska processer, deltog sedan i februarirevolutionen 1848 som ivrig republikan och sändes av den provisoriska regeringen till Lyon, där han genom utskrivande av en skatt till nationalverkstädernas underhåll uppretade den mer sansade delen av befolkningen. I maj 1848 skickades han som franska republikens sändebud till Berlin, men lämnade denna post i januari 1849. 
Under andra kejsardömet utmärkte han sig för en ihärdig opposition mot detsamma, dels som advokat i politiska processer, dels (sedan november 1869) som medlem av lagstiftande kåren. Den 4 september 1870 blev han medlem av Nationella försvarsregeringen och efter vapenvilans avslutande för en kort tid inrikesminister (februari 1871). Invald i nationalförsamlingen, intog han sin plats i den yttersta vänstern och tillhörde dess främste talare; efter denna församlings upplösning blev han 1876 vald till senator. Åren 1880–94 var han franskt sändebud i Bern.